# Novo Selo (Demir Hisar)
Novo Selo (makedonska: Ново Село) är en ort i Nordmakedonien. Den ligger i kommunen Demir Hisar, i den sydvästra delen av landet, 80 km söder om huvudstaden Skopje. Novo Selo ligger 665 meter över havet och antalet invånare är 120.